# أكبر عدد أولي معروف

مخطط أكبر الأعداد الأولية في خانات بالسنوات. لاحظ أن القياس الصادي هو قياس لوغاريتمي.

أكبر عدد أولي معروف (بالإنجليزية: Largest known prime number)‏ هو {\displaystyle (2^{136,279,841})-1}، وهو عدد يتكون من 41,024,320 رقمًا عند كتابته في النظام العشري. اكتشف هذا العدد في 12 أكتوبر 2024، على جهاز افتراضي يعمل عبر السحابة تبرع به باحث من سان خوسيه، كاليفورنيا يدعى لوك دورانت يبلغ من العمر 36 عامًا لمشروع البحث الكبير عن أعداد مرسين الأولية في الإنترنت.
العدد الأولي هو عدد طبيعي أكبر من 1 وليس له قواسم غير 1 ونفسه. وفقًا لمبرهنة إقليدس هناك عدد لا نهائي من الأعداد الأولية، لذلك لا يوجد عدد أولي أكبر على الإطلاق.
العديد من أكبر الأعداد الأولية المعروفة هي أعداد مارسين الأولية، وهي أعداد أقل بواحد من قوة العدد اثنين، لأنها يمكن أن تستخدم اختبارًا متخصصًا للتحقق من أولوية العدد يكون أسرع من الاختبار العام. اعتبارًا من أكتوبر 2024، فإن أكبر سبعة أعداد أولية معروفة هي أعداد مارسين الأولية. كما أن آخر ثمانية عشر رقمًا قياسيًا تم تسجيلها كانت أعدادًا مارسين أولية. التمثيل الثنائي لأي عدد مارسين أولي يتكون بالكامل من أرقام 1، حيث أن الشكل الثنائي لـ 2^k − 1 هو ببساطة k من الأرقام 1.
يُعرض أحيانًا العثور على أعداد أولية أكبر كوسيلة لتقوية التشفير، ولكن هذا ليس صحيحًا.

## تاريخ
أكبر عدد أولي معروف قبل أن يعرف هذا العدد هو {\displaystyle (2^{74,207,281})-1} وهذا العدد يساوى بالتقريب {\displaystyle 3*(10^{22,338,617})} .
تم اكتشافه في جامعة ميسوري بالولايات المتحدة الأمريكية، في مطلع 2016.
أي أن العدد مكون من 22,338,618 رقما تبدأ بالأرقام 30036741 متبوعة بـ 22,338,610 رقما
والأعداد الأولية هي أعداد صحيحة لا تقبل القسمة إلا على الواحد ونفسها فقط ولا تقبل القسمة على أي عدد آخر.
أما العدد الأولى الذي اكتشف قبله فهو عدد صحيح عرف عنه اليوم بأنه عدد أولي. وفقًا لإحصائيات 2013 كانت قيمته
{\displaystyle 2^{57,885,161}-1}.
اكتشف هذا العدد البروفسور كورتيز كوبر من مشروع البحث الكبير عن أعداد ميرسين الأولية في الإنترنت وذلك يوم 25 يناير 2013 وحصل على جائزة مالية بقيمة 100000 دولار وتصل المراتب العشرية لهذا العدد إلي 17,425,170 رقم. وهو يقارب:
ا{\displaystyle 5.818872662322464421751002121132323686363708523254215...285951\times 10^{17425169}}

## أرقام عالمية
الجدول التالي يبين أكبر أعداد أولية تم تسجيلها عالميا
| الترتيب | العدد الأولي | المراتب العشرية | تاريخ السجل |
| ------- | ------------ | --------------- | ----------- |
| 1       | 274207281-1  | 22338618        | 2016        |
| 2       | 257885161-1  | 17425170        | 2013        |
| 3       | 243112609-1  | 12978189        | 2008        |
| 4       | 242643801-1  | 12837064        | 2009        |
| 5       | 237156667-1  | 11185272        | 2008        |
| 6       | 232582657-1  | 9808358         | 2006        |

## وصلات خارجية
- أكبر الأعداد الأولية